# 38. ceremonia wręczenia Cezarów
38. ceremonia wręczenia francuskich nagród filmowych Cezarów za rok 2012, odbyła się 22 lutego 2013 roku w Théâtre du Châtelet w Paryżu. Nominacje do tegorocznej edycji nagród zostały ogłoszony 25 stycznia.
Ceremonię wręczenia nagród poprowadził aktor Jamel Debbouze.

## Laureaci i nominowani

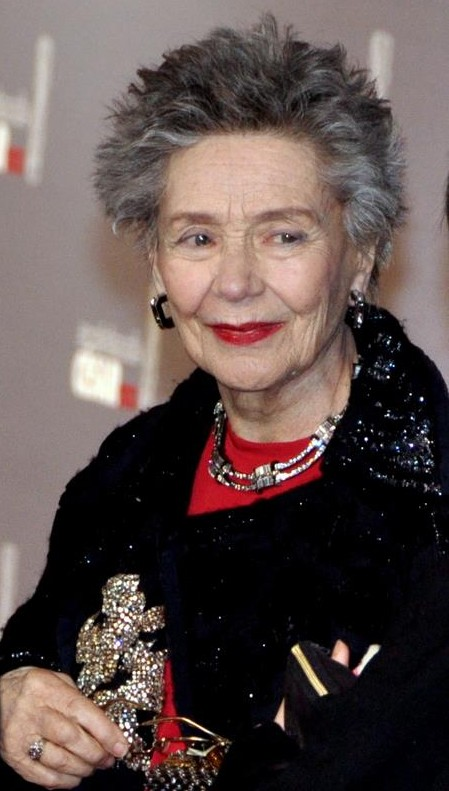
Aktorka Emmanuelle Riva wraz z nagrodą dla najlepszej aktorki za rolę w filmie Miłość

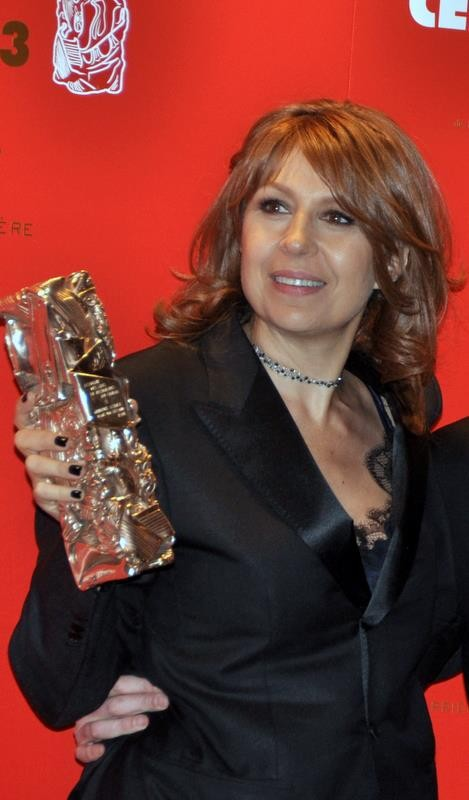
Aktorka Valérie Benguigui nagrodzona za drugoplanową rolę w filmie Imię

Laureaci nagród wyróżnieni są wytłuszczeniem

### Najlepszy film
Reżyser / Producenci − Film
- Michael Haneke / Margaret Ménégoz − Miłość
  - Benoît Jacquot / Jean-Pierre Guérin i Kristina Larsen − Żegnaj, królowo
  - Noémie Lvovsky / Jean-Louis Livi i Philippe Carcassonne − Camille powtarza rok
  - François Ozon / Eric Altmayer i Nicolas Altmayer − U niej w domu
  - Jacques Audiard / Pascal Caucheteux i Grégoire Sorlat − Z krwi i kości
  - Leos Carax / Martine Marignac i Maurice Tinchant − Holy Motors
  - Matthieu Delaporte i Alexandre de La Patellière / Dimitri Rassam i Jérôme Seydoux − Imię

### Najlepszy film zagraniczny
Reżyser − Film • Kraj produkcji
- Ben Affleck − Operacja Argo • Stany Zjednoczone
  - Joachim Trier − Oslo, 31 sierpnia • Norwegia
  - Ken Loach − Whisky dla aniołów • Wielka Brytania / Włochy / Belgia
  - Nikolaj Arcel − Kochanek królowej • Dania / Szwecja / Czechy
  - Joachim Lafosse − Nasze dzieci • Belgia / Francja
  - Michaël Roskam − Głowa byka • Belgia
  - Xavier Dolan − Na zawsze Laurence • Kanada

### Najlepszy pierwszy film
Reżyser / Producenci − Film
- Cyril Mennegun / Bruno Nahon − Louise Wimmer
  - Alice Winocour / Isabelle Madelaine i Emilie Tisné − Augustine
  - Hugo Gélin / Danièle Delorme i Laetitia Galitzine − Jak bracia
  - Régis Roinsard / Alain Attal − Wspaniała
  - Rachid Djaidani / Anne-Dominique Toussaint − Rengaine

### Najlepszy reżyser
- Michael Haneke − Miłość
  - Benoît Jacquot − Żegnaj, królowo
  - Noémie Lvovsky − Camille powtarza rok
  - François Ozon − U niej w domu
  - Jacques Audiard − Z krwi i kości
  - Leos Carax − Holy Motors
  - Stéphane Brizé − Kilka godzin wiosny

### Najlepszy scenariusz oryginalny
- Michael Haneke − Miłość
  - Bruno Podalydès i Denis Podalydès − Pogrzeb babci Berthe
  - Noémie Lvovsky, Florence Seyvos, Maud Ameline i Pierre-Olivier Mattei − Camille powtarza rok
  - Leos Carax − Holy Motors
  - Florence Vignon i Stéphane Brizé − Kilka godzin wiosny

### Najlepszy scenariusz adaptowany
- Jacques Audiard i Thomas Bidegain − Z krwi i kości
  - Lucas Belvaux − 38 świadków
  - Gilles Taurand i Benoît Jacquot − Żegnaj, królowo
  - François Ozon − U niej w domu
  - Matthieu Delaporte i Alexandre de La Patellière − Imię

### Najlepszy aktor
- Jean-Louis Trintignant − Miłość
  - Jean-Pierre Bacri − Szukając Hortense
  - Patrick Bruel − Imię
  - Denis Lavant − Holy Motors
  - Vincent Lindon − Kilka godzin wiosny
  - Fabrice Luchini − U niej w domu
  - Jérémie Renier − Cloclo

### Najlepsza aktorka
- Emmanuelle Riva − Miłość
  - Marion Cotillard − Z krwi i kości
  - Catherine Frot − Niebo w gębie
  - Noémie Lvovsky − Camille powtarza rok
  - Corinne Masiero − Louise Wimmer
  - Léa Seydoux − Żegnaj, królowo
  - Hélène Vincent − Kilka godzin wiosny

### Najlepszy aktor w roli drugoplanowej
- Guillaume de Tonquedec − Imię
  - Samir Guesmi − Camille powtarza rok
  - Benoît Magimel − Cloclo
  - Claude Rich − Szukając Hortense
  - Michel Vuillermoz − Camille powtarza rok

### Najlepsza aktorka w roli drugoplanowej
- Valérie Benguigui − Imię
  - Judith Chemla − Camille powtarza rok
  - Isabelle Huppert − Miłość
  - Yolande Moreau − Camille powtarza rok
  - Edith Scob − Holy Motors

### Nadzieja kina (aktor)
- Matthias Schoenaerts − Z krwi i kości
  - Félix Moati − Télé gaucho
  - Kacey Mottet Klein − Twoja siostra
  - Pierre Niney − Jak bracia
  - Ernst Umhauer − U niej w domu

### Nadzieja kina (aktorka)
- Izïa Higelin − Zła dziewczyna
  - Alice de Lencquesaing − W galopie
  - Lola Dewaere − Kochanego ciała nigdy dość
  - Julia Faure − Camille powtarza rok
  - India Hair − Camille powtarza rok

### Najlepsza muzyka
- Alexandre Desplat − Z krwi i kości
  - Bruno Coulais − Żegnaj, królowo
  - Gaëtan Roussel i Joseph Dahan − Camille powtarza rok
  - Philippe Rombi − U niej w domu
  - Robin Coudert i Emmanuel D'Orlando − Wspaniała

### Najlepsze zdjęcia
- Romain Winding − Żegnaj, królowo
  - Darius Khondji − Miłość
  - Stéphane Fontaine − Z krwi i kości
  - Caroline Champetier − Holy Motors
  - Guillaume Schiffman − Wspaniała

### Najlepszy montaż
- Juliette Welfling − Z krwi i kości
  - Luc Barnier − Żegnaj, królowo
  - Monika Willi − Miłość
  - Annette Dutertre i Michel Klochendler − Camille powtarza rok
  - Nelly Quettier − Holy Motors

### Najlepsza scenografia
- Katia Wyszkop − Żegnaj, królowo
  - Jean-Vincent Puzos − Miłość
  - Philippe Chiffre − Cloclo
  - Florian Sanson − Holy Motors
  - Sylvie Olivé − Wspaniała

### Najlepsze kostiumy
- Christian Gasc − Żegnaj, królowo
  - Pascaline Chavanne − Augustine
  - Madeline Fontaine − Camille powtarza rok
  - Mimi Lempicka − Cloclo
  - Charlotte David − Wspaniała

### Najlepszy dźwięk
- Antoine Deflandre, Germain Boulay i Eric Tisserand − Cloclo
  - Brigitte Taillandier, Francis Wargnier i Olivier Goinard − Żegnaj, królowo
  - Guillaume Sciama, Nadine Muse i Jean-Pierre Laforce − Miłość
  - Brigitte Taillandier, Pascal Villard i Jean-Paul Hurier − Z krwi i kości
  - Erwan Kerzanet, Josefina Rodríguez i Emmanuel Croset − Holy Motors

### Najlepszy film animowany
- Benjamin Renner, Vincent Patar i Stéphane Aubier − Ernest i Celestyna
  - Franck Dion − Jak Edmund został osłem
  - Michel Ocelot − Kirikou, mężczyźni i kobiety
  - Emma De Swaef i Marc Roels − Oh Willy...
  - Rémi Bezançon i Jean-Christophe Lie − Zarafa

### Najlepszy film dokumentalny
- Sébastien Lifshitz − Niewidzialni homoseksualni
  - Emmanuel Gras − Bovines
  - Rithy Panh − Duch, pan piekielnej kaźni
  - Claudine Nougaret i Raymond Depardon − Francuski dziennik
  - Gilles Balbastre i Yannick Kergoat − Les nouveaux chiens de garde

### Najlepszy film krótkometrażowy
- Nicolas Guiot − Krzyk homara
  - Benjamin Parent − To nie jest film o kowbojach
  - Vincent Macaigne − Ce qu'il restera de nous
  - Manuel Schapira − Les meutes
  - Vincent Dietschy − La vie parisienne

### Cezar Honorowy
- Kevin Costner (aktor)

## Podsumowanie ilości nominacji
(Ograniczenie do dwóch nominacji)
13 : Camille powtarza rok
10 : Miłość, Żegnaj, królowo
9 : Z krwi i kości, Holy Motors
6 : U niej w domu
5 : Imię, Wspaniała, Cloclo
4 : Kilka godzin wiosny
2 : Louise Wimmer, Augustine, Comme des frères, Szukając Hortense

## Podsumowanie ilości nagród
(Ograniczenie do dwóch nagród)
5 : Miłość
4 : Z krwi i kości
3 : Żegnaj, królowo
2 : Imię